# Celama mesozona
Celama mesozona är en fjärilsart som beskrevs av Lucas 1890. Celama mesozona ingår i släktet Celama och familjen trågspinnare. Inga underarter finns listade i Catalogue of Life.